# Zarai Taraqiati Bank Limited Football Club
O Zarai Taraqiati Bank Limited Football Club mais conhecido como ZTBL F.C. é um clube de futebol com sede em Islamabad, Paquistão. A equipe compete no Campeonato Paquistanês de Futebol.

## História
O clube foi fundado em 1983.